# Aechmea distichantha
Aechmea distichantha (caraguatá, planta vaso, cardo chuza) é uma espécie de planta da família das bromeliáceas, típicas do cerrado brasileiro, nativa do norte da Argentina, Paraguai e Uruguai.